# 香港全黑足球會
香港全黑足球會（All Black FC Hongkong），成立於2016年5月，是一支由非洲難民組成的香港本地足球隊，隊員絕大部分來自非洲的不同國家，因為種種的原因，以難民身份暫居香港。

## 球隊歷史
All Black FC於2016年5月，由車路士足球學校（香港）教練Medard Koya創辦，目的是希望把在香港，逃離祖國戰亂的非洲人聚集起來，可以融入香港社會並為社會貢獻，組成初期完全無贊助，幸好有車路士足球學校（香港）的支持。因為工作證的問題，令他們不可以在港工作，每日無所事事，而足球便為他們提供了寄託，同時亦提供了跟本地香港人交流的渠道。球隊會相約本地不同的球會進行友誼賽，在2017年7月的回歸盃決賽，僅僅落敗給港超聯的標準流浪。

## 外部連結
- All Black FC官方網站
- All Black FC官方Facebook網站